# 王家坎水库
王家坎水库是中国辽宁省鞍山市海城市境内的一座水库，位于海城河支流八里河上，建于1959年。水库正常库容为800万立方米，集雨面积为62平方千米，海拔为106.2米。